# Acrotome
Acrotome, biljni rod medićevki smješten u tribus Leucadeae, dio potporodice Lamioideae. Pripadaju mu 8 vrsta jednogodišnjeg raslinja i trajnica iz južne tropske i južne Afrike

## Opis
To su jednogodišnje ili višegodišnje zeljaste biljke ili polugrmovi. Cvat od nekoliko-mnogo-cvjetnih, često subloptastih, pršljenova; brakteje lisnate; brakteole linearne, često čekinjaste. Čaška cjevasta, 10-11-živčasta, sa 5-11 jednakih ili nejednakih zubaca. Vjenčić 2-usni, bijel; gornja usna kraća od donje; donja usna 3-režnjevita, srednji režanj najduži. Prašnici 4, uključeni u cijev vjenčića i drže se zajedno isprepletenim dlačicama.
Vrste Acrotome slične su rodu Leucas, a razlikuje se po prašnicima koji su uključeni u cijev vjenčića i drže se zajedno isprepletenim dlačicama i gornjom usnom vjenčića koja je kraća od donje usne (obično duža kod Leucas).

## Vrste
1. Acrotome angustifolia G.Taylor
2. Acrotome fleckii (Gürke) Launert
3. Acrotome hispida Benth.
4. Acrotome inflata Benth.
5. Acrotome mozambiquensis G.Taylor
6. Acrotome pallescens Benth.
7. Acrotome tenuis G.Taylor
8. Acrotome thorncroftii Skan